# Mladen Mladenov
Mladen Venelinov Mladenov (bulharsky Младен Венелинов Младенов * 10. března 1957 Sofie, Bulharsko) je bývalý bulharský zápasník, reprezentant v zápase řecko-římském. V roce 1980 na olympijských hrách v Moskvě v kategorii do 52 kg vybojoval bronzovou medaili. V roce 1980 vybojoval bronz a v roce 1983 čtvrté místo na mistrovství Evropy.